# Francisco de Zúñiga y Sotomayor
Francisco de Zúñiga y Sotomayor o Francisco de Zúñiga y Guzmán (Sevilla, 1523-Ávila, 20 de septiembre de 1591), fue un noble español de la casa de Zúñiga, IV duque de Béjar y de Plasencia, grande de España, V marqués de Gibraleón, VI conde de Belalcázar y V conde de Bañares, VI vizconde de La Puebla de Alcocer, alguacil mayor hereditario-justicia de Castilla y primer caballero del Reino.

## Familia
El duque Francisco fue el tercer hijo de Teresa de Zúñiga y Manrique de Castro, III duquesa de Béjar y Plasencia, grande de España, II marquesa de Gibraleón y Ayamonte, IV condesa de Bañares y de su esposo Alonso Francisco de Zúñiga y Sotomayor, V conde de Belalcázar, V vizconde de la Puebla de Alcocer.
Francisco se casó con Guiomar de Mendoza y Aragón, hija de Iñigo López de Mendoza, IV duque del Infantado, grande de España, y de su esposa Isabel de Aragón. Las capitulaciones matrimoniales fueron otorgadas por los padres de Francisco y de Guiomar por escritura de 15 de septiembre de 1544. La escritura de la dote y arras fue otorgada por Francisco en diciembre de 1565, a la muerte de sus padres. Por carta de 7 de diciembre de 1544 el nuncio apostólico otorga a Francisco dispensa por consanguinidad para contraer matrimonio con Guiomar. De este matrimonio nacieron dos hijos, su primogénito y sucesor Francisco Diego López de Zúñiga Sotomayor y Mendoza y Teresa de Zúñiga y Mendoza, casada con Rodrigo Ponce de León y Toledo, III duque de Arcos, grande de España, V marqués de Zahara.
Viudo se casó el duque Francisco en 1566 con Brianda Sarmiento de la Cerda, hija de Diego Sarmiento de Villandrade y la Cerda, IV conde de Salinas (hijo de Diego Gómez de Villandrade y Ulloa, III conde de Salinas y Ribadeo, y de su esposa Brianda de la Cerda y Mendoza, de los señores de Mandajona), y de su esposa Ana Pimentel Manrique de Lara, hija de Juan Fernández Manrique de Lara, V conde de Castañeda, III marqués de Aguilar de Campóo, y de su segunda esposa Blanca Pimentel de Velasco. También tuvo sucesión en este matrimonio. Su hija Ana Felisa de Zúñiga y Sarmiento se casó con su primo hermano Francisco de Zúñiga y Córdova, IV marqués de Ayamonte. Las capitulaciones matrimoniales, dote y arras del matrimonio de su hija Teresa de Zúñiga y Mendoza con Rodrigo Ponce de León y Toledo, III duque de Arcos, fueron otorgadas el 20 de septiembre de 1567 y aprobadas el 22 de enero de 1568 por los IV duques de Béjar Francisco de Zúñiga y Sotomayor y Guiomar de Mendoza y Aragón así como por los II duques de Arcos Luis Cristóbal Ponce de León y María de Toledo y Figueroa, padres de los contrayentes.

## Al servicio delrey Felipe II
El duque Francisco informa por carta de 5 de enero de 1570 al rey Felipe II sobre varios censos que había impuestos a sus estados para cubrir los gastos de las jornadas y servicios prestados a la Corona de Castilla en su viaje a Génova, Italia. El motivo del viaje fue ayudar a resolver la crisis provocada en Milán, que se agudizó con el atentado al obispo San Carlos de Borromeo
El duque Francisco formó con sus tíos Gaspar de Zúñiga y Avellaneda, arzobispo de Sevilla, cardenal de España, y Francisco de Zúñiga y Avellaneda, IV conde de Miranda, la comitiva, que fue comisionada por el rey Felipe II a recibir en Santander a la princesa Ana de Austria, la futura cuarta esposa de Felipe II, el 3 de octubre de 1570. La escoltaron en el viaje por Burgos, Valladolid a Segovia y participaron en las bodas celebradas en la catedral de Segovia por el arzobispo de Sevilla el 12 de noviembre de 1570. Por real provisión de 31 de diciembre de 1571 Felipe II da facultad al duque Francisco para que desempeñe los censos que impuso sobre su mayorazgo, con motivo del acompañamiento de la reina Ana.
El rey Felipe II le informa por cartas escritas entre 1576 y 1591 sobre asuntos relacionados con la defensa del Algarve portugués. Defensa encomendada al duque Francisco, por el peligro de ataques ingleses en esa zona.
El duque Francisco fue comisionado a la muerte del rey Sebastián I de Portugal a tratar con el rey Moro Abd-el-Melik “el Meluco”, vencedor de la batalla de Alcazarquivir, en el norte de África, librada el 4 de agosto de 1578, contra el rey Sebastián, caído en esa batalla, para ofrecer la amistad de España, asimismo ofrecer el favor del rey Felipe II a los caballeros portugueses y tratar de rescatar al embajador portugués y su comitiva en poder del rey Moro.
Movilizó, por levas que hizo, gentes de armas en Extremadura y con la ayuda de su primo Gaspar de Zúñiga y Acevedo, V conde de Monterrey, en Galicia, así como la de otros señores con estados fronterizos, establecieron en junio de 1580 un verdadero bloqueo en la frontera de Portugal.
El duque Francisco ocupó con sus tropas las plazas próximas a sus estados en Castilla y Extremadura en la revista de los ejércitos españoles en la dehesa de Cantillana, cerca de Badajoz, en la frontera al Portugal, que pasó el rey Felipe II el 13 de junio de 1580 antes de su entrada al Portugal. El ejército real estuvo al mando de Fernando Álvarez de Toledo, III duque de Alba de Tormes.
El duque Francisco hace el 8 de abril de 1585 pleito homenaje y juramento de fidelidad al príncipe Felipe (futuro Felipe III rey de España) a petición del Rey Felipe II, según carta que consta en el testimonio de 17 de junio de 1585.
Realizó en calidad de general del Algarve de Portugal el 24 de septiembre de 1589 una revista y alarde militar de caballeros, arcabuceros, lanceros y soldados en Villanueva de los Castillejos, Huelva.

## Herencia, Patronazgos y Señoríos
A la muerte de su madre en 1565 vino a heredar sus títulos y estados, ya que sus dos hermanos mayores Manuel y Alonso habían fallecido en fechas anteriores sin dejar sucesión. De acuerdo a la imposición de la cláusula del mayorazgo de Béjar sobre el nombre a llevar, comenzó a llamarse Francisco López de Zúñiga y Sotomayor
Reconstruyó con su primera esposa, la duquesa Guiomar, el castillo de Béjar y construyó el hermoso palacio del Bosque en Béjar, así como el espléndido Jardín del Bosque, monumentos de gran valor cultural.
Por escritura de 13 de octubre de 1567 se concluyen las capitulaciones matrimoniales acordadas entre el duque Francisco y Rodrigo Ponce de León y Toledo, III duque de Arcos, V marqués de Zahara, del matrimonio de Rodrigo con Teresa de Zúñiga y Mendoza, hija del duque Francisco.
Compra por escritura de 6 de septiembre de 1570 para su hermano menor Álvaro una casa en la colación de Santa María la Blanca, en la ciudad de Sevilla. Por escritura de convenio y concierto de 18 de diciembre de 1581 el duque Francisco se obliga a pagar la dote y arras que se deben a su cuñada Francisca de Córdova y la Cerda, II duquesa de Baena, esposa de su hermano Alonso fallecido en 1559. Por escrituras de 17 de diciembre de 1584 y 2 de enero de 1585 funda un censo a favor de su hija Ana Felisa para la dote por su matrimonio con su primo hermano Francisco de Zúñiga Sotomayor y Córdova, IV marqués de Ayamonte.
César Speciani, obispo de Novara y nuncio apostólico del papa Sixto V le concede por breve de 28 de julio de 1586 licencia eclesiástica para trasladar los restos de su esposa Guiomar al monasterio de San Francisco de Belalcázar. Por escritura de 15 de mayo de 1579 conviene el duque Francisco con las monjas del monasterio de Santa Clara de la Columna de Belalcázar, Córdoba, como cesionarias de las difuntas monjas Leonor e Isabel de Sotomayor, hijas de Alonso de Sotomayor y Elvira de Zúñiga, I condes de Belalcázar, sobre la pérdida de la dehesa de la Cinta, que en recompensa el duque Francisco les da parte de la dehesa de Hinojosa.
El papa Gregorio XIII por breve de 5 de septiembre de 1572 confirma al duque Francisco el patronato sobre la manutención de cuatro frailes franciscanos de la provinvia de los Ángeles, que han sido elegidos para estudiar en la Universidad Complutense en Alcalá de Henares, Madrid. Fray Antonio de Aguilar, comisario general del convento de la orden de San Francisco de Alcalá de Henares, aprueba por escritura de 5 de diciembre de 1579 el nombramiento hecho a instancias del duque Francisco, como fundador y patrono de la provincia de los Ángeles, a favor de cuatro religiosos para que vayan a estudiar teología.
Gaspar de Quiroga Vela, arzobispo de Toledo da al duque Francisco el 24 de diciembre de 1577 licencia para que en su casa se pueda celebrar misa. Por bula de 7 de diciembre de 1587 el papa Sixto V otorga al duque Francisco la carta de hermandad de la Orden de San Agustín. El provisor de la provincia de los Ángeles confirma por carta de 22 de febrero de 1575 el patrocinio que ejerce la casa de Béjar sobre los franciscanos. El duque Francisco por escritura de 29 de mayo de 1581 dona cuatro mil ducados por un censo a favor del convento de la Concepción de la Madre de Dios, de Hinojosa del Duque, Córdoba, para terminar las obras de construcción. Fundó en Béjar, Salamanca, con su segunda esposa, la duquesa Brianda Sarmiento de la Cerda, el Convento de Nuestra Señora de la Piedad de religiosas dominicas y asumió el patronazgo del convento por escritura de 17 de noviembre de 1590. Fray Diego de Cárdenas, Provincial de Andalucía de la Orden del Carmen, confirma por escritura de 11 de mayo de 1578 la propiedad y el patronato de la capilla funeraria de los Cuatro Doctores de la Iglesia fundado en el Convento de Nuestra Señora del Carmen en Gibraleón, Huelva. Por escritura de 12 de marzo de 1587 otorga una dote para el ingreso de una monja en el convento de la Purísima Concepción de Hinojosa del Duque, Córdoba.
El duque Francisco de Zúñiga y Juan Alonso Pimentel, V duque de Benavente, por escritura de 30 de agosto de 1591 se comprometen a mantener una barca de pasaje en el río Guadiana, para el paso de los vecinos de las villas de Guadiana, Huelva, y Alcoutim (actualmente territorio portugués).
Escrituras de tomas de posesión de las heredades a la muerte de su madre Teresa, III duquesa de Béjar.
Escrituras de nombramientos de oficiales para la administración y jurisdicción de sus estados.
Peticiones y licencias otorgadas por el duque Francisco a diversas personas u organizaciones, y además entre otras: El concejo de La Cabeza de Béjar, Salamanca, en 1580 pide al duque Francisco les conceda un terreno para ejido. El concejo de Hervás, Cáceres, en 1584 pide al duque Francisco, se les eximiese de la obligación de acudir a la procesión del Corpus Christi.
El duque Francisco da instrucciones y ordenanzas por escrituras de 1566 al 1591 sobre talas forestales, campos baldíos, extracción de carbón, recogida y vareo de bellota, pastoreo de ganado y aplicación de penas pecuniarias para el marquesado de Gibraleón, Huelva. Da por escrituras de 1559 al 1590 ordenanzas para la guarda y conservación de las dehesas, montes y cotos, así como para la regulación de la actividad de caza y pesquera en el condado de Belalcázar. También da ordenanzas similares para el vizcondado de la Puebla de Alcocer. Da por escritura el 24 de abril de 1568 ordenanzas a los curtidores de cuero de la villa de Béjar, Salamanca. Por escrituras 23 de abril y 28 de junio de 1568 el duque Francisco da las ordenanzas sobre la protección y aprovechamiento de las aguas del parque de su finca situada en las afuera de la villa de Béjar, conocido como "El Bosque de Béjar". El memorial de 2 de julio de 1575 sobre las dehesas pertenecientes al duque Francisco situadas en el marquesado de Gibraleón, Huelva, da a base de testimonios descriptivos información sobre todas las dehesas, sus usos, tipos de explotaciones tradicionales y linderos.
La escritura de 11 de diciembre de 1584 da testimonio de la fundación del pueblo de San Bartolomé de la Torre, Huelva, por el duque Francisco. El duque Francisco presenta en 1572 un informe al concejo de la villa de Belalcázar, para que se le eximiese del cargo de mayordomo del consejo, debido a la enfermedad de su esposa, la duquesa María Brianda.
Continúa el pleito mantenido por su madre Teresa de Zúñiga, III duquesa de Béjar, contra el provincial y definidores de la Orden de San Agustín y el Colegio de San Guillermo de Salamanca sobre la fundación y dotación de dicho colegio, fundado por María de Zúñiga, II duquesa de Béjar. Inicia pleito en enero de 1590 con el concejo de la villa de Béjar, Salamanca, por no cumplir sus instrucciones establecidas por las reglas dadas en 1587 respecto a la celebración de la procesión del Corpus Cristi.
Por real ejecutoria de Felipe II dada por la Real Chancillería de Valladolid el 18 de octubre de 1572 de la sentencia a favor del duque Francisco en el pleito que mantuvo con el concejo de la villa de Traspinedo, Valladolid, sobre el repartimiento de las armas que corresponde tener cada uno de los vecinos según su riqueza, de acuerdo a las nuevas leyes dadas por el rey. Sostiene entre 1561 al 1575 pleito con los concejos de Talarrubias, Casas de Don Pedro, Puebla de Alcocer, Badajoz, sobre la propiedad de algunas dehesas, celebración de elecciones de oficiales y otros asuntos. Inicia en 1563 un pleito contra los vecinos de Capilla, Badajoz, por haber talado árboles. Por real ejecutoria de Felipe II dada por la Real Chancillería de Granada el 19 de septiembre de 1582 de la sentencia a favor del duque Francisco en el pleito contra el concejo y hermanos de la Mesta, condenándolos a que paguen la alcabala de las hierbas que venden o traspasan. Sigue en 1585 pleito en Valladolid con unos vecinos de Grañón, La Rioja, que sacaron un tesoro del castillo de dicha villa. Un caso curioso revelan las escrituras sobre los testimonios de vecinos en favor de Diego Chacón y Melchor de Aguilera, por no recordar porqué causa pleiteaban desde 1589 al 1593 en la Audiencia de Granada contra el duque Francisco. Con motivo del pleito que llevaba con la curia romana sobre los diezmos, el duque Francisco hace sacar el 4 de diciembre de 1590 los traslados de una bula del papa Urbano II y otra confirmatoria del papa Inocencio VIII, por las que se concedía a los grandes del reino el derecho sobre los diezmos de todas las tierras ganadas a los moros.
El duque Francisco otorgó testamento en Béjar el 12 de junio de 1588. A su fallecimiento fue abierto su testamento por el corregidor de Ávila el 25 de septiembre de 1591. Su segunda esposa, la duquesa Brianda testó en Madrid el 23 de noviembre de 1601.